# مورتوا، ویکتوریا
مورتوا (به انگلیسی: Murtoa) یک شهرک در استرالیا است که در ویکتوریا (استرالیا) واقع شده‌است.